# Roca Zuma
La roca Zuma o Zuma Rock es un gran monolito que se encuentra en el estado de Níger, en Nigeria. Se encuentra al norte de la capital de ese país, Abuya, y al costado de la carretera principal que une a esta ciudad con Kaduna. Debido a esta ubicación en particular a veces se refiere a la roca Zuma como la «Puerta de Abuja».
Ha sido propuesta como una de las 7 maravillas naturales.